# Ángel Atienza
Ángel Atienza, né le 16 mars 1931 à Madrid et mort le 22 août 2015 à Madrid, est un joueur de football et artiste espagnol.

## Biographie

### Footballeur
Ángel Atienza évolue comme défenseur. Il joue successivement dans les équipes suivantes : Lucense, le Real Saragosse et le Real Madrid CF.
Avec le Real Madrid, il remporte le championnat d'Espagne à trois reprises, et les trois premières éditions de la Coupe d'Europe. Il ne participe toutefois pas à la finale de 1957. Il dispute un total de 11 matchs en Coupe d'Europe.
En championnat, il dispute 110 matchs en première division, inscrivant 4 buts, et 70 matchs en deuxième division, marquant un but.

### Artiste
Au cours de sa carrière de sportif, Atienza participe à des expositions de groupe. Retraité de football, il commence à produire des mosaïques murales et des vitraux. 
Il déménage au Venezuela en 1976, et commence à intégrer de nouveaux matériaux dans son œuvre, tels que le fer, le bronze et l'aluminium. En 2001, il retourne en Espagne, où il continue à travailler et exposer. Il meurt en 2015.

## Palmarès
- Champion d'Espagne en 1955, 1957 et 1958
- Vainqueur de la Coupe d'Europe des clubs champions en 1956, 1957 et 1958